# Mücke
Mücke è un comune tedesco di 9 485 abitanti situato nel land dell'Assia.